# Wappenurkunde deutscher Ritter in Italien
Die Wappenurkunde deutscher Ritter in Italien wurde am 12. November 1361 in Mantua von einem Notar in Form einer sehr großformatigen Pergamenturkunde ausgefertigt. Das Notariatsinstrument ist im Original sowie in mindestens einer Kopie (von 1365) erhalten. Das Original wird im Gonzaga-Archiv im Archivio di Stato di Mantova aufbewahrt und ist außer mit dem Notariatssignet mit den Siegeln der Aussteller beglaubigt. In der Urkunde sind in allen erhaltenen Exemplaren insgesamt 91 Wappen der 106 Aussteller dargestellt. Der Historiker Karl Heinrich Schäfer hat diese Urkunde entdeckt, eingehend analysiert und sie in ihrer Bedeutung für die Geschichte der Heraldik im 14. Jahrhundert mit der Zürcher Wappenrolle und dem Codex Manesse verglichen.

## Forschungsgeschichte
Die Urkunde spielte in der Forschung bis zu ihrer Entdeckung durch Schäfer keine Rolle; seither ist sie in historischen Forschungen sowie Heraldik und Diplomatik immer wieder thematisiert worden. Schäfer selbst hatte sie vor allem für seine Forschungen zu deutschen Söldnern in Italien für wertvoll gehalten. Er ließ die Wappen faksimilieren, wobei er die im Original zum Teil nicht mehr vollständig erhaltenene Wappenschilde nach der ebenfalls im Gonzaga-Archiv aufbewahrten Kopie ergänzte. Die aufwändige Reproduktion erschien im Jahr 1911 auf neun Tafeln im Deutschen Herold. Weiterhin beschreibt Karl Heinrich Schäfer in mehreren Artikeln die einzelnen Wappenschilde detailliert und er hat auch zu den einzelnen Wappenschilden die Namen der Ritter entziffert. Wenn dies nicht ohne weiteres möglich war, hat er anhand von weiteren Dokumenten aus dem Gonzaga-Archiv die Namen herausgearbeitet. Hier nennen wir exemplarisch nur die Namen der ersten 12 Ritter, deren Wappenschilde auf Tafel 1 abgebildet sind:
- 1. Schild: Heinrich von Eglingen

Wappenurkunde deutscher Ritter in Italien 1361, Tafel 1 aus Der Deutschen Herold, Jg. 42 (1911)

- 2. Schild: Eberhard von  Stain, siehe auch 203. (alt 394.) Schild der  Wappenrolle von Zürich [6]
- 3. Schild: Friedrich von  Stofflen, siehe auch 169. (alt 275.) Schild der  Wappenrolle von Zürich [7]
- 4. Schild: Johann von Schanbach
- 5. Schild: Heinrich von  Knöringen
- 6. Schild: Walter von Altstetten, siehe auch 170. (alt 276.) Schild der Wappenrolle von Zürich [8]
- 7. Schild: Wolf von  Stain, siehe auch 203. Schild der  Wappenrolle von Zürich
- 8. Schild: Wolfhard von  Au
- 9. Schild: Heinrich Feuer zu Pfettrach
- 10. Schild: Henricus Payer de Monaco
- 11. Schild: Paul von  Firmian
- 12. Schild: Johannes von  Rotenstein, siehe auch 159. (alt 194.) Schild der  Wappenrolle von Zürich [9]

## Edition
Eine Kopie vom 18. Juni 1365, die den vollständigen Wortlaut der Originalurkunde enthält (Vidimus), wurde 1864 von Luigi Osio ediert. Der Ausstellungskatalog Blu Rosso e Oro enthält eine Abbildung des Originals, in der Wanderausstellung Krieger, Ritter, Freiherr wurde eine Kopie aus dem Archiv von Mantua gezeigt.
- Daniela Ferrari: Nr. 56: Promessa di fedeltà ai Gonzaga da parte di cavalieri tedeschi. In: Isabella Massabò Ricci, Marco Carassi, Luisa Clotilde Gentile (Hrsg.): Blu Rosso e Oro. Segni e colori dell'araldica in carte, codici e oggetti d'arte Electa, Mailand 1998; Digitalisat.
- Krieger, Ritter, Freiherr: Entstehung und Wirken des Niederadels im Mittelalter. Katalog zur Wanderausstellung der Landesarchivverwaltung Rheinland-Pfalz. Bearbeitet von Volker Rödel (= Dokumente zur Geschichte). Selbstverlag der Landesarchivverwaltung Rheinland-Pfalz, Koblenz 1988, hier S. 89.
- Luigi Osio (Hrsg.): Documenti diplomatici tratti dagli archivj milanesi. Band 1. Tipografia di Giuseppe Bernardoni di Giovanni, Mailand 1864, hier Dokument LXVIII, S. 129–134 (digitale-sammlungen.de).